# Фајетон
Фајетон (грч. Φαέθων, лат. Phǎëthon) је у грчкој митологији Хелијев син.
У другом миту, Еја је Кефалу родила сина, али га је Афродита, да би јој био ноћни чувар у њеном најсветијем храму, украла док је био дете.
На Криту су га називали „Адим“ — јутарњом и вечерњом звездом.

## Митологија
Епаф, Зевсов син, је био љубоморан на Фајетона. јер није могао поднети да је, Хелијев син, блистав и сјајан попут свог оца (Фајетоново име, на Грчком језику значи „сјајни“, „светлећи“), па га је у свађи назвао потомком једног ништавног смртника. Фајетона су те речи јако увредиле, а истовремено побудиле код њега сумњу да је Хелије његов отац. Отишао је код Хелија и питао га да ли је он сигурно његов отац. Мада му је Хелије потврдио да је он његов отац, Фајетон је и даље сумњао, па се Хелије заклео светом реком Стикс да ће му као доказ испунити било коју жељу.
Жеља Фајетона је била да један дан вози златна очева кола. Чувши жељу свога сина, Хелије се уплашио и покушао је разуверити Фајетона да то није за смртнике, и да је он неискусан у кроћењу ватрених и блиставих, крилатих коња који вуку кочију.
Фајетон није прихватио разлоге свога оца и био је упоран да му се испуни жеља, а Хелије, због заклетве коју је дао, морао је испунити обећање, па је скинуо своју златну круну и укратко му објаснио како да управља кочијом.
Фајетон се попео на Хелијева кола и потерао их. Крилати коњи су осетили да их не води позната и чврста рука Хелија, па су скренули са своје свакодневне путање. Кренули си више, па како су се подигли превисоко, земља се смрзнула. Одмах затим су кренули наниже и спуштали се и падали све ниже, па су од пламена прокувале реке, земља се сушила и пуцала претварајући се у пустињу, шуме су гореле, па чак су се и врата Хада отворила.
Видевши шта се догађа, Геја је запретила Фајетону и позвала Зевса да спречи даље уништење земље, па је Зевс послао муњу на Фајетона који се срушио у бездан, у реку Еридан, где је погинуо, али захваљујући томе живот на земљи је био спашен.
Хелије је, због смрти свога сина био неутешан у својој боли, па је тога дана земља остала без сунца, а због губитка брата, Фајетовоне сестре Хелијаде претвориле су се у тополе, и од њихових суза је настао ћилибар, а Зевс је поклонио Хелију лабудове који ће му вући кочију уместо угинулих — уништених коња.